# Joyce Carey
Joyce Carey OBE (* 30. März 1898 in Kensington, London, als Joyce Lilian Lawrence; † 28. Februar 1993 in Westminster, London) war eine britische Schauspielerin.

## Leben und Karriere
Joyce Carey war die Tochter der bekannten Theaterschauspieler Gerald Lawrence (1873–1957) und Lilian Braithwaite (1873–1948), das Paar wurde 1905 geschieden. Sie folgte ihren Eltern im Jahr 1916 ins Schauspielgeschäft und blieb diesem über mehr als 70 Jahre verbunden. Bekannt wurde sie insbesondere durch ihre Auftritte in den Werken von Noël Coward, mit dem sie auch privat eine enge Freundschaft verband. In Geisterkomödie und Begegnung (beide 1945), den erfolgreichen Verfilmungen von Cowards Stücken durch David Lean, war sie jeweils in prägnanten Nebenrollen zu sehen. Häufig spielte sie sowohl in Filmen als auch auf der Bühne exzentrische oder schrullige Frauenfiguren, sowohl in leichten Komödien als auch in den klassischen Werken Shakespeares. Zuletzt stand sie 1987 für den Fernsehfilm Number 27 unter Regie von Michael Palin vor der Kamera. Ihr Schaffen für Film und Fernsehen umfasst rund 90 Produktionen.
Joyce Carey, die unverheiratet war, wurde 1982 zum Order of the British Empire ernannt. Sie starb rund einen Monat vor ihrem 95. Geburtstag an einem Herzinfarkt im Schlaf.

## Filmografie (Auswahl)
- 1918: God and the Man
- 1920: Colonel Newcombe, the Perfect Gentleman
- 1942: In Which We Serve
- 1945: Geisterkomödie (Blithe Spirit)
- 1945: Begegnung (Brief Encounter)
- 1945: The Way to the Stars
- 1947: Zwielicht (The October Man)
- 1949: Keine Wahl ohne Qual (The Chiltern Hundreds)
- 1951: Glücklich und verliebt (Happy Go Lovely)
- 1951: Denn sie sollen getröstet werden (Cry, the Beloved Country)
- 1953: An der Straßenecke (Street Corner)
- 1955: Das Ende einer Affaire (The End of the Affair)
- 1959: Die Nacht ist mein Feind (Libel)
- 1959: Munter und lebendig (Alive and Kicking)
- 1959: Das Bittere und das Süße (The Rough and the Smooth)
- 1961: Greyfriars Bobby
- 1961: Ein Mann geht seinen Weg (The Naked Edge)
- 1963: Hotel International (The V.I.P.s)
- 1964: Kollege stirbt gleich (A Jolly Bad Fellow)
- 1965: Geheimauftrag für John Drake (Danger Man; Fernsehserie, 1 Folge)
- 1968–1973: Aber aber, Vater! (Father Dear Father; Fernsehserie, 11 Folgen)
- 1969: Randall & Hopkirk – Detektei mit Geist (Randall & Hopkirk (Deceased); Fernsehserie, 1 Folge)
- 1969/1976: Mit Schirm, Charme und Melone (The Avengers; Fernsehserie, 2 Folgen)
- 1972: Die große Liebe der Lady Caroline (Lady Caroline Lamb)
- 1974: Die schwarze Windmühle (The Black Windmill)
- 1974: Thriller (Fernsehserie, 1 Folge)
- 1976–1978: The Cedar Tree (Fernsehserie, 64 Folgen)
- 1985: Miss Marple – Ein Mord wird angekündigt (A Murder Is Announced; Fernsehfilm)
- 1988: Number 27 (Fernsehfilm)